# 바린부
바린부(중국어: 巴林部, 몽골어: ᠪᠠᠭᠠᠷᠢᠨ, 보배전사: Bayarin, 키릴문자: Баарин)는 명나라, 청나라 시기에 존재했던 몽골 부족이다. 명칭은 원나라의 바아린부(巴阿邻部)에서 유래했다.
다얀 칸은 6만 호를 건설했고, 칼카만호는 좌익 3만 호 중 하나였다. 칼카만호를 분장하던 다얀 칸의 아들 그리선자자라르는 길서만 바깥 외칼카로 이전하였고, 나리부라타지는 남쪽 내칼카로 이전하였다. 나리부라타지의 아들 후라하치의 다섯 아들 우바사이, 수바하이, 우반, 챠오화, 다부는 각각 자루트, 바린, 바야오, 워저, 홍지라 5부를 관리하며 "초화오대영"이라 불렀다. 속히 해개시본부를 바린부라 불렀는데, 청나라가 내칼카를 중창하고 자루트부, 바린부 2부만 남았는데, 속히 서트르 등을 홍타이지에게 속하게 하고, 이자삭기로 편찬한 것은 소오달맹을 맺었다. 후금 건기의 경계로, 목지는 지금의 네이멍구자치구 츠펑시의 바린 좌기 및 린시현으로 설정되었다. 학자들은 다우르인과 일부 바린인을 거란인의 직계 후손으로 보고 있다. 일부 바린부 여성의 헤어스타일은 거란인과 비슷하였다.